# 윤탕로
윤탕로(尹湯老, 1466년(세조 12년) ~ 1508년(중종 3년) 6월 5일)는 조선 중기의 무신이자 외척, 군인이다. 본관은 파평(坡平)으로 자(字)는 상경(商卿), 호는 나헌(懶軒), 시호는 영평(靈平)이다. 윤상로(尹湯老)로도 부른다. 부원군 우의정 윤호(尹壕)의 아들이자 정현왕후(貞顯王后)의 오빠이자 중종의 외삼촌이고, 재상 윤필상의 6촌 동생이며, 세종의 서녀 정현옹주의 부마인 윤사로의 6촌 동생이다. 윤필상과 윤사로는 각각 그의 종증조부 윤희제의 아들 중 윤은, 윤경의 아들들이 된다. 연산군의 채청사(採靑使)의 한 사람으로 활동했다.
음서로 돈녕부봉사가 되었다가 1486년(성종 17년) 무과에 장원으로 급제, 훈련원첨정과 부정을 거쳐 1494년(연산군 즉위) 훈련원부정(副正) 재직 중 성종 국상 중에 기생집에 출입하다 발각되어 파직, 부처되었으나 풀려났다. 1498년(연산군 4년) 우익위(右翊衛)가 되고, 1505년(연산군 11년) 특별승진하여 공조참의(工曹參議)가 되었다. 1505년(연산군 11년) 채청사(採靑使)로 지방에 내려갔다가 이듬해 9월 중종반정이 발생했다. 그는 중종반정에 참여하지 못했지만 외조카 중종의 배려로 반정 병충분의정국공신 3등(秉忠奮義靖國功臣三等)에 녹훈되고 파천군(坡川君)에 봉해졌다. 그러나 사후 1519년(중종 14년) 11월의 조광조, 김정 등의 위훈삭제 대상에 선정되었다.
본인 또한 세종대왕의 서자 밀성군 이침의 손녀이자 운산군 이계의 딸과 결혼하였다. 1507년(중종 2년) 금부당상 재직 중 이과(李顆)의 옥사 사건을 다스리는데 참여한 공으로 다시 추성보사우세정난공신 1등(推誠保社祐世定難功臣一等)에 파천군(坡川君)에 봉해졌으며, 1508년(중종 3년) 판중추부사가 되고 보국숭록대부에 가자되어 파천부원군(坡川府院君)에 진봉했으나 그해 병으로 사망하였다.

## 생애

### 생애 초반
1466년(세조 12)에 태어났으며 본관은 파평(坡平)이다. 소정공 윤곤의 증손으로, 할아버지는 부사 증 영의정 윤삼산(尹三山)이고, 아버지는 영돈녕부사와 우의정 윤호(尹壕)이며, 어머니는 효천부승과 승지를 지내고 증 우의정에 추증된 전좌명(田佐命)의 딸 연안부부인 담양전씨이다. 성종의 제3계비인 정현왕후(貞顯王后)의 오빠이다.
그의 아버지 윤호와 비슷한 연배인 윤사로, 윤필상과는 40년 가까이 나이차이가 나지만 그와 같은 항렬이었다. 그밖에 고조부 윤승순의 동생 윤승례의 아들로, 증조부 윤곤의 사촌동생인 정정공 윤번은 세조의 장인이자 정희왕후의 아버지였다. 정희왕후는 조부 윤삼산의 6촌으로, 그에게 삼종대고모뻘이 된다. 대윤과 소윤은 윤번의 아들로 윤탕로에게 재종증조부가 되는 윤사흔과 윤사분의 후손이므로 그에게 먼 친척이 된다. 자는 상경(商卿), 호는 나헌(懶軒)이다.
1483년(성종 14년) 음보로 돈녕부봉사(敦寧府奉事)가 되었다가 그해 정희왕후의 국상에 참여하였다. 그해 6월 국상에 참여한 관원들을 포상할 때, 상을 받고 1계급 승진하였다. 1486년(성종 17년) 무과(武科)에 장원으로 급제, 그는 그해의 무과 초시와 복시에 모두 장원으로 급제하여 선전관이 되었다. 그해 무과에 장원으로 급제하였으므로 갑과, 을과 급제자 7인과 함께 조정에 청하여 중시(重試)에 응시할 것을 청하여 허락받았으나, 한명회와 의정부당상관(堂上官)들의 반대로 취소되었다.

### 관료 생활
이후 좌랑, 판관 등을 거쳐 1488년(성종 19년) 성종이 선농(先農)에서 제사를 올릴 때 알자(謁者)로 참여하여, 선농제에 참여한 관원들을 포상할 때 1계급 특진하였다. 과거 급제 4년만에 궁마(弓馬)에 능숙하고 무재(武才)가 있다 하여 왕의 특명으로 일약 4품에 발탁되어 충훈부경력(忠勳府經歷)이 되었다. 그러나 1490년 1월 지방관을 역임하지 않았는데 4품으로 승진하였다 하여 정언 이수공(李守恭)의 논척을 받기도 했다. 그는 좌랑, 판관, 경력, 부정 재직 시 겸 오위도총부 내승(內乘)직을 겸직하였다. 1490년(성종 21년) 8월 의정부 당상이 장수로 추천한 27명을 차기 장수로 선정할 때 한 사람으로 천거되었다. 이후 1490년 8월부터 성종이 평안북도와 함경북도의 여진족을 토벌하러 북정군을 편성하여 허종(許琮), 이계동(李季仝)을 도원수와 부원수로 임명해 보냈지만, 그는 특별 배려로 북정군에 차출되지 않았다.
1493년(성종 24년) 그의 승진이 빠르다는 이유로 대간에서 여러번 상소를 올렸지만 성종이 이를 듣지 않았다. 1493년(성종 24년) 절충장군(折衝將軍)으로 승진, 당상관에 올라 승진이 빠르다며 여러번 논척당했지만 성종이 이를 듣지 않았다. 1493년(성종 24년) 6월 30일에는 어머니 연안부부인 전씨가 상언을 올려 '아들인 훈련 부정(訓鍊副正) 윤탕로(尹湯老)는 신녀(臣女)의 부처(夫妻)가 모두 연로(年老)하다고 하여 외방에서 서용하지 말도록 명하였는데, 이제 수령(守令)을 지내지 않았다 하여 사(仕)를 더하여 줄 수 없다고 하니, 신녀의 생전에는 아마도 품계가 오를 수 없을 듯합니다.'라고 상언하여, 성종이 특명으로 사(仕, 근무 일수)를 더 인정해주기도 했다. 그해 7월 홍문관 부제학(弘文館副提學) 김심(金諶)이 벼슬한지 얼마 안됐는데 3품까지 올랐다며 규탄하였지만 성종이 듣지 않았다. 그 해 좌찬성 이철견(李鐵堅) 등이 한산(韓山)·임천(林川) 등지의 성 터를 알아보러 떠날 때 그의 집 노비들이 이철견 등을 수행하는 의정부사인들을 욕하고 비웃었다가 문제가 되기도 하였다. 그는 사과하지 않았고 사간원은 그의 집 노비가 의정부 사인들을 비웃었으므로 그를 탄핵하였다. 그는 형 윤은로(尹殷老)와 함께 특혜를 받거나 권세를 부리다가 여러번 양사의 공격을 여러 번 받고, 사류로부터도 배척받았다.
이후 훈련원첨정(訓練院僉正)이 되고, 1494년(성종 25년) 6월 경상도 점마(慶尙道點馬)가 되었다. 

### 연산군 시절
1494년(연산군 즉위) 훈련원부정(副正)으로 재직 중 성종 국상 중에 기생집에 출입하다가 이 사실이 사헌부에 발각되어 사헌부지평 김진석(金晉錫)의 탄핵을 파직, 부처되었다가 아버지의 병으로 석방되었다. 사헌부지평 김진석은 그가 이때 기생을 하나 숨겨놓고 내놓지 않는 점도 탄핵하였다. 이 일로 여러번 논계, 논척을 받았지만 연산군은 모두 듣지 않았고, 그해 6월 28일 윤탕로의 죄를 특별히 사면하자 논란이 되어, 그해 12월까지 대간이 여러번 그를 공격하였다. 뒤에 녹안(錄案)이 되지 않았다는 이유로 복직, 1496년(연산군 2년)에도 여러번 양사에서 그를 탄핵했지만 연산군이 이를 듣지 않았다. 1498년(연산군 4년) 직첩을 돌려받고 서용되었다. 그 해 세자익위사(世子翊衛司)의 우익위를 거쳐 공조참의에 특별 승진하였다. 이후 채청사(採靑使)의 한 사람이 되어 연산군의 방탕한 행동의 실행에 가담했다. 그는 채청사의 한 사람이 되어 채홍사 임숭재 등과 조선 전국에 파견되었다.
폐비 윤씨 사사 사건 관련자들이 연산군의 분노에 희생되었고, 6촌 형 윤필상은 갑자사화에 가담했지만 무오사화로 유배되었다가 배소에서 죽었다. 정현왕후를 친어머니로 여겼다가 뒤에 임사홍 등에 의해 진실이 알려지면서 연산군의 분노는 극에 달했다. 그러나 그는 아무런 불이익이나 위해를 받지 않았다. 1503년에도 성종의 국상 시 기생집에 출입한 일을 두고 여러번 대간에서 논계하였지만 연산군이 이를 듣지 않았다.1504년(연산군 10년) 돈령부(敦寧府)에 제수되었다. 그러나 그가 성종의 국상 때 기생집에 출입한 일로 수시로 양사의 공격을 받았다.

### 생애 후반
1505년 공조참의에 임명되었고, 두달 뒤 가선대부로 승진하였다. 그 해에도 채청사의 한 사람으로 심광보(沈光輔) 등과 함께 조선팔도의 각 지방에 파견되었다. 1506년 봄 형조참판(刑曹參判)에 제수되었다. 형조참판으로 채청사가 되느라 경상도에 파견되어 있어 중종반정에 참여하지 못했다.
1506년(연산군 15년) 9월 종종반정 직후 멀리 있어 반정에는 불참하였으나 다시 형조참판에 특별 제수되고, 중종의 외삼촌으로서 자신이 진성대군 시절 잠저(潛邸) 때에 보필한 ㄱ공이 있다는 중종의 지시로, 박원종, 유자광, 신준, 구수영, 김감, 정미수, 유순정, 성희안 등이 찬성하면서 공신으로 선정된다. 1506년(중종 1년) 9월 17일 대간(臺諫)의 거센 반대에도 불구하고 특별히 병충분의정국공신 3등(秉忠奮義靖國功臣三等)에 추록되고 파천군(坡川君)에 봉해졌다. 그는 연산군 당시 채청사의 일을 맡았지만, 임사홍과 달리 중종의 외삼촌이라는 이유로 불이익을 받지 않았다. 이듬해 김공저(金公著)의 모역 사건에 그의 이름이 언급되었으나 조사받지 않았다.
1507년(중종 2년) 공조판서로 승진하였다. 그 해 금부당상(禁府堂上)으로 재직 중 이과(李顆)의 옥사를 다스리는 데 추관으로 참여한 공으로 추성보사우세정난공신 1등(推誠保社祐世定難功臣一等)에 책록되어 파천군(坡川君)에 봉해졌으며 숭정대부로 승진, 숭정대부 행 공조판서 겸 의금부판사에 임명되었으나, 대간의 배척으로 중추부판사(中樞府判事)로 전직되었다. 훈척(勳戚)으로서 발호한데다가 성종때부터 성종, 연산군, 중종의 거듭된 비호로 죄를 모면하여 사림파의 미움을 많이 받았다.
그는 사림파의 미움을 받아 이들과 갈등했지만 아들 윤진을 소총 홍유손(篠叢 洪裕孫)에게 보내 그에게서 글과 성리학을 배우게 했다. 저서로는 아버지와 공저인 문집 《파천집(坡川集)》이 있다. 1508년(중종 3년) 가자되어 부원군으로 진봉, 파천부원군이 되고, 최종 관직은 보국숭록대부 중추부판사(中樞府判使)에 이르렀다. 1508년 6월 5일 병으로 사망했다.

### 사후
시신은 경기도 안성군 북쪽 용두산 유좌묘향(현, 안성군 보개면 북좌리 산 13번지)에 안장되었다. 영평(靈平)의 시호가 추서되었다. 묘비문은 누가 지었는지 알 수 없고 뒤에 인조 때인 1626년(인조 4년) 5월 다시 세워졌다. 1519년(중종 13년) 10월 조광조, 김정 등의 정국공신 위훈 삭제 건의에 의해 그해 11월 11일 중종의 칙명으로 위훈삭제 대상자 76명의 위훈 삭제 때 삭제되었다. 조광조 일파가 몰락한 후 공신에 복권되었다.
그의 손자 중 한명인 윤유후는 그의 집안에 전해지던 성삼문의 문집 성근보유고를 정리, 간행하여 성삼문의 문집을 세상에 처음으로 내놓았다.
묘소 앞에 백비가 있으며 원래의 비석은 알 수 없고 후대에 세워진 비석이다. 1626년(인조 3년) 5월에 다시 세운 비석이 있으며, 비문의 글을 지은이와 작성자는 전해지지 않는다.

## 가족 관계
- 할아버지 : 윤삼산(尹三山, 1406 ~ 1457) - 한명회의 고종사촌이자, 정희왕후와 6촌이다.
- 할머니 : 고성이씨(固城李氏), 의정부좌의정 이원(李原)의 딸
- 아버지 : 윤호(尹壕, 1424년 ~ 1496년 4월 9일)
- 어머니 : 연안부부인 담양 전씨(延安府夫人 潭陽 田氏, 1421년 ~ 1500년 10월 27일), 전좌명(田佐命)의 딸
  - 형 : 윤은로(尹殷老)
  - 누나 : 정현왕후 윤씨(貞顯王后尹氏, 1462년 7월 21일 (음력 6월 25일)~1530년 9월 13일 (음력 8월 22일)
- 부인 : 전주이씨(? ~ 1509년 6월 29일), 밀성군 이침의 손녀, 운산군 이계의 딸
  - 아들 : 윤진(尹珍, 1498년 11월 24일[1] ~ 1545년 2월 23일[1])
  - 며느리 : 광산김씨(光山金氏), 김겸광의 넷째 아들 김극개(金克愷, 1474년 11월 14일 ~ ?)의 딸
    - 자녀 없음

  - 며느리 : 남양홍씨(1505년 ~ 1587년), 홍언필(洪彦弼)의 딸
    - 손자 : 윤유곤(尹裕昆, 1526년 3월 13일 ~ 1549년? 1월 21일)
    - 손자 며느리: 전주이씨(1528년 ~ 1590년 10월 18일), 통례, 수원부사 이희손(李希孫)의 딸, 양녕대군의 손자 호산군 이현(湖山君 李鉉)의 증손
    - 손녀 : 파평윤씨
    - 손녀사위 : 한경상(韓景祥, 감찰 역임)
    - 손자 : 윤유후(尹裕後, 1541년 1월 11일 - 1606년 8월 13일)

  - 사위 : 이창인(李昌仁)
    - 외손자 : 이숙(李淑)
- 첩 : 이름 미상
  - 서자 : 윤석(尹錫)
  - 서자 : 윤난동(尹蘭同)
  - 서녀 : 파평윤씨
  - 서사위 : 김원석(金元錫), 중종실록에 이름이 등장한다.
- 장인 : 운산군 이계(雲山君 李誡, 1453년 ~ 1510년 12월 17일)
- 장모 : 신천군부인 현풍곽씨(信川郡夫人, ? ~ ?년 5월 22일), 주부 곽득륜(郭得倫)의 딸
- 외할아버지 : 전좌명(田佐命, 1424년 ~ 1521년)

## 같이 보기
| - 정현왕후 - 윤호 - 윤필상 - 윤사로 - 정현옹주 - 윤유후 - 중종 반정 - 위훈 삭제 | - 연안부부인 담양 전씨 묘 - 조광조 - 김정 - 윤곤 - 윤번 - 정희왕후 |

## 참고 문헌
- 성종실록
- 연산군일기
- 중종실록